# Stringer Lawrence

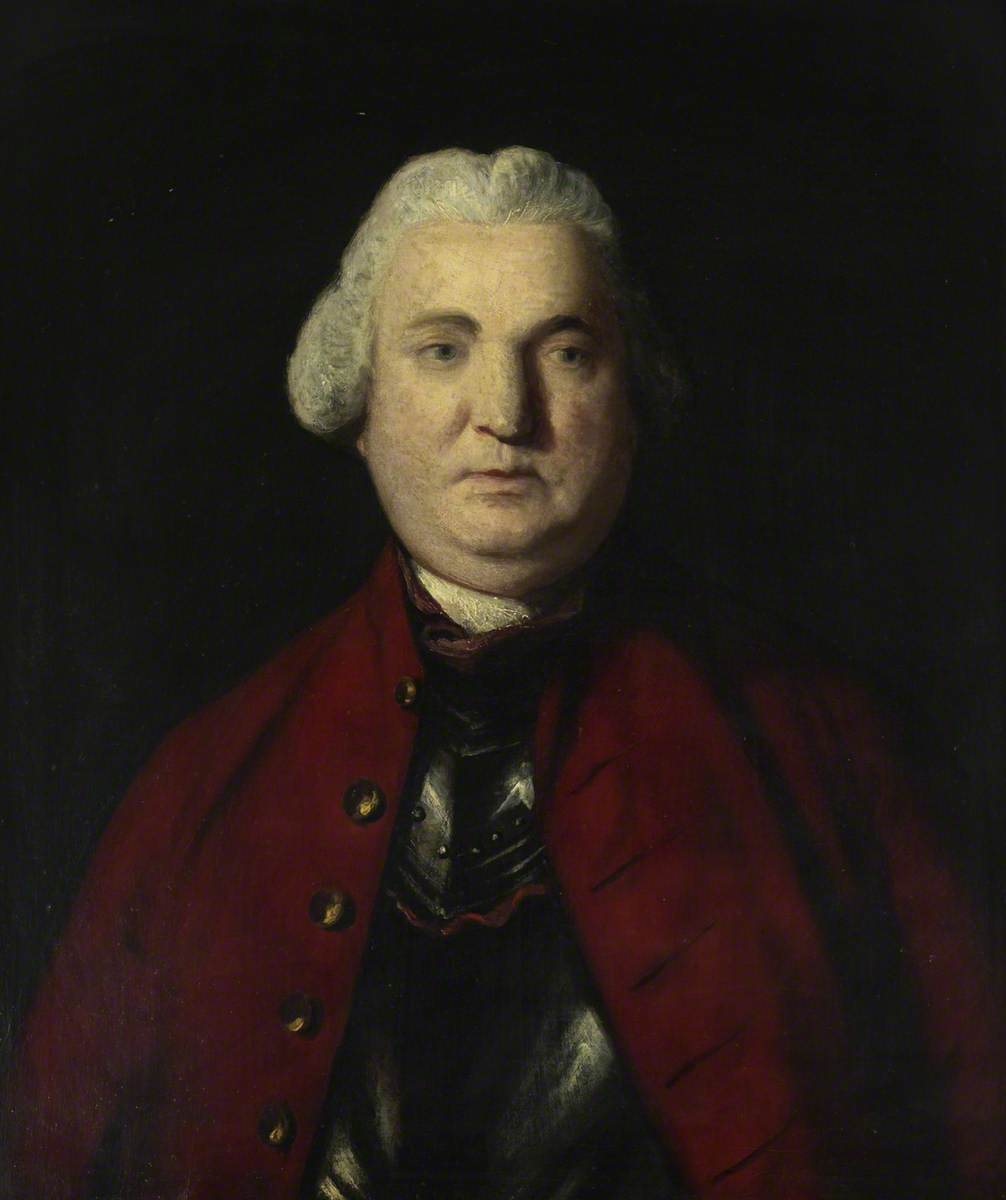
Majoor-generaal Stringer Lawrence. Olieverfportret op doek, door Joshua Reynolds, 1761.

Stringer Lawrence (Hereford, 6 maart 1697 – Londen, 10 januari 1775) was een Brits militair. Hij had het opperbevel over de Britse troepen in het zuiden van India tijdens de oorlogen om de Carnatic.
Over de ouders van Lawrence is weinig bekend, behalve dat zijn vader John Lawrence heette en zijn moeder Mary. Lawrence diende in het Britse leger vanaf 1727. Hij diende in Gibraltar en Vlaanderen en was betrokken bij het neerslaan van de Jakobitische opstand in Engeland en Schotland in 1745, waarbij hij deelnam aan de Slag bij Culloden. In 1748 werd hij, inmiddels opgeklommen tot de rang van major ("majoor"), naar India uitgezonden, waar hij het bevel over de Britse troepen in de Madras Agency op zich nam. Tijdens de Eerste Oorlog om de Carnatic wist hij een Franse verrassingsaanval op Cuddalore te verijdelen. Later dat jaar werd hij door de Fransen gevangengenomen, maar hij kwam datzelfde jaar (1748) weer vrij toen de Vrede van Aken werd getekend.
Stringer leidde in 1749 een expeditie tegen de radja van Thanjavur, waarbij een van zijn officieren, de jonge Robert Clive, opviel vanwege zijn moed. Dit was het begin van een levenslange vriendschap. De Tweede Oorlog om de Carnatic verliep aanvankelijk ongunstig voor de Britten, mede omdat Lawrence in 1750 wegens een geschil over de uitbetaling van zijn salaris terug naar Engeland reisde en Clive in Calcutta herstelde van een ziekte. Toen Lawrence in 1752 terug naar India kwam, kon hij het bevel van Clive overnemen, die de stad Arcot succesvol tegen de Franse bondgenoot Chanda Sahib verdedigde. Met een serie overwinningen wist Lawrence in de loop van 1752 en 1753 het beleg van Trichinopoly te doorbreken en Chanda Sahib en diens Franse bondgenoten tot een staakt-het-vuren te dwingen, waardoor de troon van de Carnatic veilig was gesteld voor de Britse bondgenoot Muhammed Ali Khan Wallajah.
Lawrence diende ook in de Derde Oorlog om de Carnatic. Hij was bevelhebber over de troepen in Madras tijdens het beleg van Fort St. George door Franse troepen onder de Lally. De Fransen moesten het beleg in 1758 opgeven wegens het uitblijven van versterkingen. Lawrence reisde daarop vanwege gezondheidsredenen terug naar Engeland, maar keerde in 1762 terug om het bevel weer op zich te nemen. In de tussentijd had Eyre Coote de Fransen een beslissende nederlaag toegebracht in de Slag bij Wandiwash (1760). In 1763 kwam een einde aan de oorlog met de Vrede van Parijs. Lawrence leidde daarna een comité dat de reorganisatie van de Britse troepen in Madras ter hand nam. In 1766 ging hij met pensioen en reisde terug naar Engeland.
Clive betaalde Lawrence uit dankbaarheid voor zijn vroegere superieur en leermeester een jaarlijks pensioen van 500 Britse ponden. Lawrence woonde tijdens zijn pensioen in Haldon House (bij Dunchideock, in Devon), het landhuis van Robert Palk, de voormalige gouverneur van Madras. Toen Lawrence in 1775 overleed liet hij aan Palk het enorme bedrag van 50.000 ponden na.
De East India Company liet ter ere van Lawrence een marmeren monument oprichten in de Westminster Abbey.